# Liga PFF
La Liga PFF (en urdu: فٹ بال فیڈریشن لیگ‎), conocida como FFL, es la segunda división de fútbol de Pakistán.

## Historia
La liga fue creada en el año 2004 luego de que el fútbol se profesionalizara en Pakistán, y es organizada por la Federación de Fútbol de Pakistán.

## Formato
En sus primeros años la liga estaba dividida en dos grupos de 15 equipos cada uno entre los equipos de categoría privada y los equipos departamentales, donde el ganador de cada grupo ascendía a la Liga Premier de Pakistán, y el partido entre ambos ganadores era declarado campeón de la liga, hasta que en la temporada 2007/08 se juega con grupo único con 18 equipos participantes, en donde los dos mejores equipos de la liga ascienden a la primera división nacional.

## Nombres Anteriores
| Periodo       | Nombre              |
| ------------- | ------------------- |
| 2004–2007     | PFF National League |
| 2007–presente | PFF League          |

## Equipos 2020/21
| Equipo                 | Ciudad     |
| ---------------------- | ---------- |
| Aqua Pure Water        | Lahore     |
| Atletico Madrid Lahore | Lahore     |
| Baloch Nushki          | Nuskhi     |
| Gwadar Port Authority  | Gwadar     |
| Hazara Coal            | Karachi    |
| Insaf Afghan Goods     | Lahore     |
| Jeay Laal              | Thatta     |
| Karachi United         | Karachi    |
| Lyallpur               | Faisalabad |
| Masha United           | Faisalabad |
| PACA                   | Chaman     |
| Pakistan Police        | Quetta     |
| Pakistan Railways      | Lahore     |
| Pakistan Steel         | Karachi    |
| Sindh Government Press | Karachi    |
| Social Welfare         | Karachi    |
| Wohaib                 | Lahore     |
| Young Ittefaq          | Chaman     |

## Resultados

### Campeones y Finalistas
| Temporada | Campeón             | Marcador    | Finalista                       |
| --------- | ------------------- | ----------- | ------------------------------- |
| 2004–05   | National Bank       | 1–1         | Pakistan Public Work Department |
| 2005–06   | Pakistan Railways   | 1–0         | K-Electric                      |
| 2006–07   | Pakistan Television | 4–0         | PMC Athletico Faisalabad        |
| 2007–08   | Pak Elektron        | 1–1         | Pakistan Steel                  |
| 2008–09   | Baloch Nushki       | 1–0         | Pakistan Air Force              |
| 2009–10   | Sui Southern Gas    | 1–0         | Young Blood                     |
| 2010–11   | Pakistan Police     | 2–1         | Muslim                          |
| 2011–12   | Zarai Taraqiati     | 3–1         | Wohaib                          |
| 2012–13   | Pak Afghan Clearing | 0–0 (4–3 p) | Lyallpur                        |
| 2013–14   | Pakistan Railways   | 2–0         | Baloch Quetta                   |
| 2014–15   | Pakistan Navy       | 1–0         | Baloch Nushki                   |
| 2020–21   | TBD                 | TBD         | TBD                             |